# Cyberpolizist
Als Cyberpolizist wird ein Ermittler einer Strafverfolgungsbehörde – häufig der Polizei – bezeichnet, der sich auf die Verfolgung und Aufdeckung von Cyberkriminalität spezialisiert hat. Synonym kann auch der Begriff Online-Ermittler genannt werden.
In Deutschland ist die genaue Anzahl der Online-Ermittler nicht bekannt, jedoch umfasst die Tätigkeit eine spezielle Ausbildung, bei der auch insbesondere technisches Wissen vermittelt wird. Primäre Straftaten, die von Cyberpolizisten verfolgt werden, sind vor allem Kinderpornografie, Gewaltdarstellung, Volksverhetzung, Rassismus und Internetbetrug. Auch soll jegliche Bildung von kriminellen Vereinigungen unterbunden werden. Mittels technischer Verfahren können bei gesetzwidrigen Handlungen die Urheber aufgespürt werden (beispielsweise mittels IP-Adresse), was zu einer strafrechtlichen Verfolgung führen kann, zum Beispiel Zugriff durch reguläre Polizeieinheiten, worauf ein Gerichtsprozess folgt, an dessen Ende eine Haftstrafe stehen kann. Neben diesen Straftaten kann auch gegen Urheberrechtsverletzungen im Internet ermittelt werden. Problematisch stellt sich die Situation für EU-Länder oft dar, wenn die Straftäter vom europäischen Ausland aus agieren.
In Ländern wie beispielsweise der Volksrepublik China werden Cyberpolizisten gezielt eingesetzt, um Regimegegner zu überwachen. Deren systemkritische Äußerungen können später als Grundlage für politische Verfolgung benutzt werden. In Ländern mit solchen Praktiken können von Cyberpolizisten auch gezielt Webseiten mit unliebsamen Inhalten nicht erreichbar gemacht werden, bei Suchmaschinen werden bestimmte Begriffe und Suchergebnisse blockiert.